# Raymond Poisson (évêque)
Raymond Poisson, né à Saint-Jean-Baptiste de Rouville, le 30 avril 1958, est un prélat canadien, évêque du diocèse de Saint-Jérôme-Mont-Laurier depuis le 1er juin 2022. Il est le président de la Conférence des évêques catholiques du Canada depuis septembre 2021. 

## Biographie
Raymond Poisson fait des études de Sciences de l’administration (1976-1978) au collège André-Grasset de Montréal et obtient son DEC. Il passe ensuite un baccalauréat en théologie et une maîtrise ès arts (1983) à l’université de Montréal, puis un doctorat en théologie fondamentale avec la mention summa cum laude (1987-1989), spécialité ecclésiologie, à l’Université pontificale grégorienne de Rome,.
Ordonné diacre le 22 mai 1983, il est ensuite ordonné prêtre à Notre-Dame-du-Sacré-Cœur de Brossard, le 9 décembre 1983 par Bernard Hubert, évêque de Saint-Jean–Longueuil,.
Devenu prêtre, il est responsable de la communauté chrétienne Notre-Dame-de-l’Espérance (Brossard) de 1984 à 1987. Il est ensuite envoyé à Rome pour y suivre des études de troisième cycle. À son retour en 1989, il est secrétaire particulier de Bernard Hubert, évêque de Saint-Jean–Longueuil jusqu’en 1996. Il est en même temps curé de la paroisse Saint-Georges de Longueuil de 1990-1995, ainsi que secrétaire exécutif et responsable adjoint de différentes instances diocésaines,.
Ensuite curé à la paroisse cocathédrale Saint-Antoine-de-Padoue de Longueuil jusqu’en 2007, il est recteur à la basilique Sainte-Anne de Varennes à partir de 2007 et curé des paroisses Sainte-Anne de Varennes, Saint-François-Xavier de Verchères, Sainte-Trinité de Contrecœur, Saint-Laurent-de-Fleuve et Sainte-Théodosie de Calixa Lavallée. Il est aussi responsable du sanctuaire national[réf. nécessaire] Sainte-Marguerite-d’Youville, trésorier de l’œuvre diocésaine des vocations, membre du Conseil régional des paroisses, membre du comité spécial des finances diocésaines, membre du comité d’étude de l’Assemblée des évêques catholiques du Québec sur l’avenir du patrimoine religieux et porte-parole sur la question de l’Assemblée des évêques catholiques du Québec de 2005 à 2007, et chapelain national dans l’association canadienne de l’ordre de Malte,.
Il est nommé le 1er mai 2012 évêque titulaire de Gegi (de) et évêque auxiliaire du diocèse de Saint-Jérôme-Mont-Laurier, qui compte 35 paroisses pour 407 112 catholiques. Il reçoit la consécration épiscopale des mains de Pierre Morissette le 15 juin suivant avec comme co-consécrateurs Lionel Gendron et Luc Cyr.
Le 8 septembre 2015 il est nommé à Joliette évêque diocésain. Il revient à Saint-Jérôme moins de trois ans plus tard, le 18 mai 2018, lorsque François le nomme évêque coadjuteur du diocèse. Il succède à Pierre Morissette sur le siège épiscopal le 21 mai 2019.